# Løgumkloster
Løgumkloster a fost până în 2007 un oraș în Danemarca.